# Château Lake Louise
 (mars 2022).
Si vous disposez d'ouvrages ou d'articles de référence ou si vous connaissez des sites web de qualité traitant du thème abordé ici, merci de compléter l'article en donnant les références utiles à sa vérifiabilité et en les liant à la section « Notes et références ».
Le Fairmont Château Lake Louise est un hôtel de luxe appartenant au groupe canadien Fairmont Hotel. Il est situé au Canada, sur la rive est du lac Louise, situé à proximité du hameau de Lake Louise, près de Banff (en Alberta).

## Histoire
Le château d'origine fut construit peu à peu à la fin du XIXe et au début du XXe siècle par le Chemin de fer Canadien Pacifique, comme pendant occidental du château Frontenac situé lui à l'autre bout du pays. Il devait être une destination de vacances afin d'attirer les voyageurs fortunés vers l'Ouest.
Lorsque les avions et les automobiles supplantèrent le train, il avait acquis une renommée suffisante pour continuer à exister par lui-même, le Canadien Pacifique l'ayant revendu depuis longtemps à d'autres actionnaires.
L’aile Rattenbury — qui était construite en bois à l’origine — fut détruite par un incendie le 3 juillet 1924, et elle fut remplacée par l’aile Barott at Blackader un an plus tard. L’aile Painter, construite en 1913, est la partie la plus ancienne de l’hôtel encore debout. L’aile du Mont Temple, ouverte en 2004, est quant à elle la plus récente ; elle contient la salle de bal « Mount Temple ».
Depuis le début, le but était d'exploiter la beauté du lac aux eaux vert-émeraude et du Glacier Victoria qui s'élevait au-dessus. Les touristes peuvent faire de nombreuses promenades à pied, à cheval ou en canoë au départ de l’hôtel. Toutes les zones autour de l'hôtel furent incluses dans le Parc national Banff. Ce parc a été classé au Patrimoine mondial de l'Humanité par l'UNESCO.
Construit à l'origine pour n'accueillir des visiteurs qu'en été, l'hôtel fut transformé en 1982 pour pouvoir accueillir des touristes également en hiver. La station de Lake Louise, toute proche, accueille régulièrement des épreuves de Coupe du monde de ski alpin.

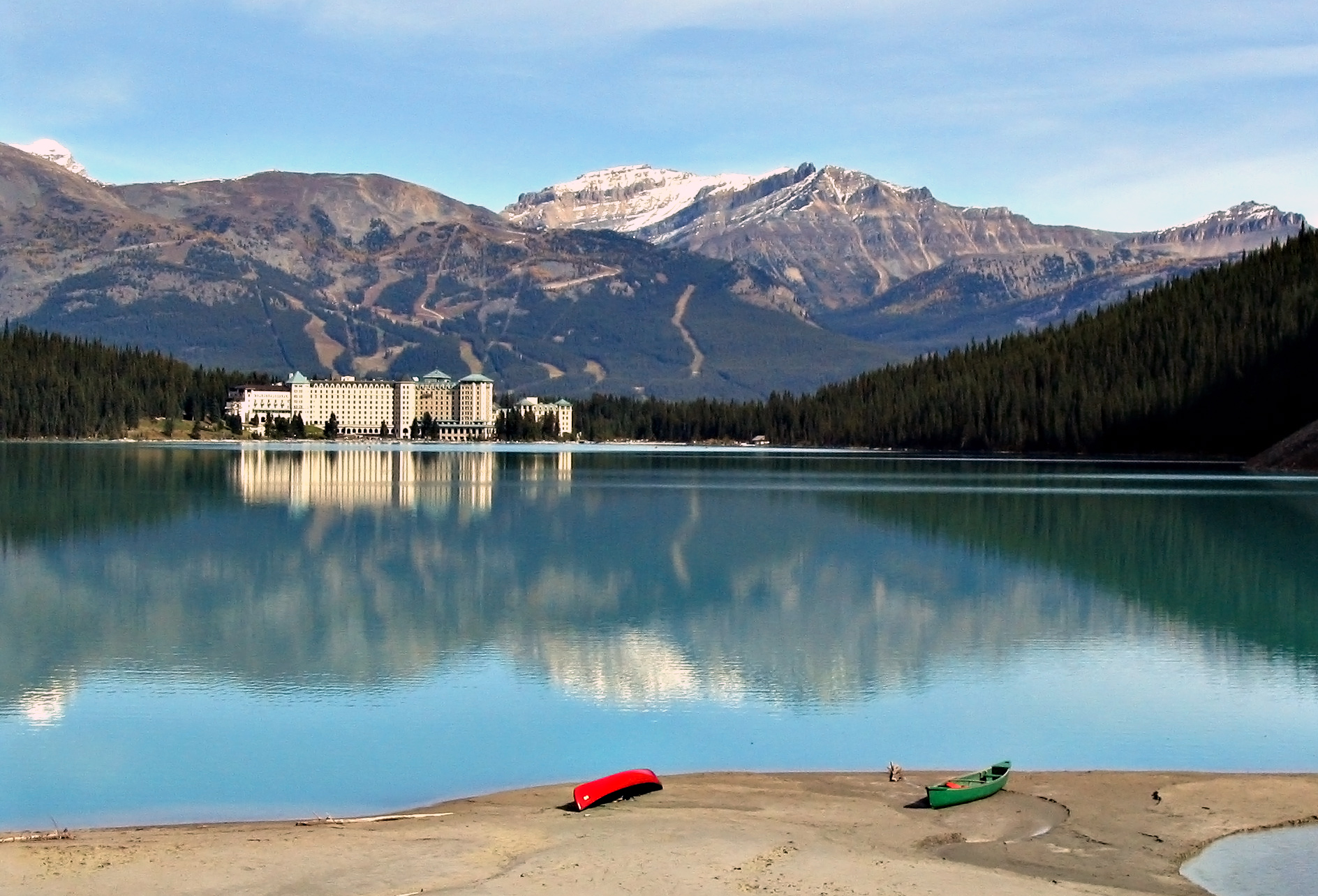
L'hôtel depuis la berge opposée du lac